# 魏光焘
魏光焘（1837年11月27日—1916年3月15日），字午庄，派名揚紀，一名紀揚，原名光邴，字遷善，一字尊善，號芝香，自號石龍山人，晚年號老莊，別署湖山老人，湖南省宝慶府邵陽縣（现属湖南省邵阳市隆回县）人，晚清政治、军事、外交人物。 諡威肃。
与李鸿章、张之洞、刘坤一等同为光绪朝重臣。曾任新疆布政使，新疆巡抚、云贵总督、陕甘总督，后任两江总督、南洋大臣。署理两江总督期间，继刘坤一、张之洞之后，实施筹建三江师范学堂，为开启近代南京大学的重要人物。

## 生平

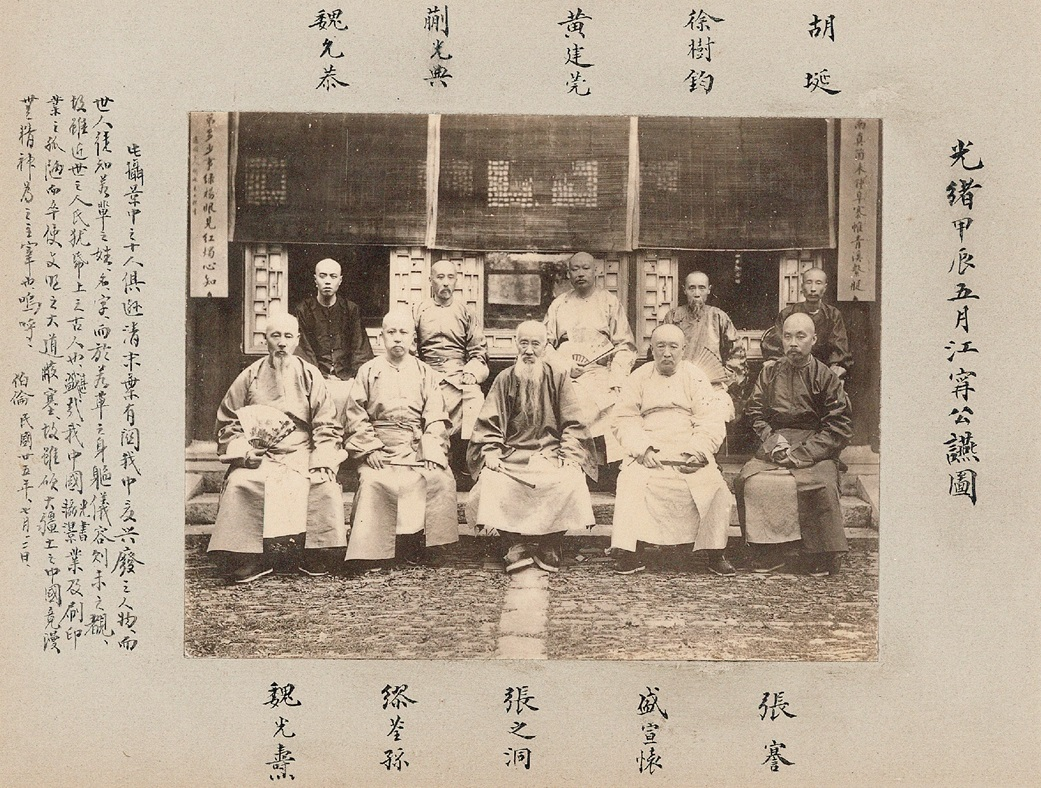
張謇、盛宣懷、張之洞、繆荃孫、魏光燾、胡埏、徐樹鈞、黃建莞、蒯光典、魏允恭，光緒甲辰江寧公燕圖

清道光十七年十月三十日（1837年11月27日）生。文童投效江西軍營，咸豐9年以從九品選用，咸豐10年以縣丞不論雙單月選用，藍翎，咸豐11年以知縣選用，咸豐11年知州(銜)，同治2年花翎，免選本班以知縣儘先選用，同治2年以同知留於浙江補用，同治2年運同銜，同治3年免補本班以知府仍留浙江遇缺即補，同治4年，道(銜)，以道員留於福建浙江遇缺即題奏，同治5年鹽運使(銜)，同治7年二品頂戴，以道員改留陝西歸侯補班儘先補用，遇有陝西道員缺出題奏補用，同治8年-光緒7年甘肅平慶涇固道，光緒2年按察使銜，光緒7年-光緒9年甘肅按察使，光緒8年署甘肅布政使，光緒9年-光緒10年甘肅布政使，光緒10年-光緒17年新疆布政使，光緒14年-光緒17年護甘肅新疆巡撫，光緒21年江西布政使，光緒21年雲南巡撫，光緒21年-光緒26年陝西巡撫，光緒25年-光緒26年陝甘總督(署)，光緒26年陝甘總督,光緒26年-光緒28年雲貴總督，光緒28年-光緒30年兩江總督，光緒30年閩浙總督(署)，光緒30年-光緒31年閩浙總督 ，宣統3年湖廣總督（实际未就任）。
同治4年揚勇巴圖魯，同治7年西林巴圖魯。
甲午戰爭中，時任新疆藩司的魏光焘率領武威軍6营3,300人與日軍進行了牛莊之戰，和來援的李光久激戰日軍一晝夜後寡不敵眾，率殘部突圍。

## 家族
其孙魏荣爵是中国著名声学家、中科院院士和南京大学教授。